# Ortueri
Ortueri é uma comuna italiana da região da Sardenha, província de Nuoro, com cerca de 1.437 habitantes. Estende-se por uma área de 38 km², tendo uma densidade populacional de 36,9 hab/km². Faz fronteira com Austis, Busachi (OR), Neoneli (OR), Samugheo (OR), Sorgono, Ula Tirso (OR).

## Demografia
| Variação demográfica do município entre 1861 e 2011                               |
|                                                                                   |
| Fonte: Istituto Nazionale di Statistica (ISTAT) - Elaboração gráfica da Wikipedia |